# Cestrum laevifolium
Cestrum laevifolium är en potatisväxtart som beskrevs av Francey. Cestrum laevifolium ingår i släktet Cestrum och familjen potatisväxter. Inga underarter finns listade i Catalogue of Life.